# Lysimachia crispidens
Lysimachia crispidens là một loài thực vật có hoa trong họ Anh thảo. Loài này được (Hance) Hemsl. mô tả khoa học đầu tiên năm 1889.